# Snookerns världsranking 1995/1996
Snookerns världsranking 1995/1996 är den professionella snookerrankingen för de spelare som tagit sig till säsongen 1995/1996 från säsongen 1994/1995. Poängen innefattar snookerns världsrankingspoäng från 1993/1994 och 1994/1995.
| Ranking | Namn                | Land        | Poäng |
| ------- | ------------------- | ----------- | ----- |
| 1       | Stephen Hendry      | Skottland   | 50042 |
| 2       | Steve Davis         | England     | 42395 |
| 3       | Ronnie O'Sullivan   | England     | 41255 |
| 4       | John Parrott        | England     | 38939 |
| 5       | James Wattana       | Thailand    | 38904 |
| 6       | Alan McManus        | Skottland   | 36310 |
| 7       | Jimmy White         | England     | 36225 |
| 8       | Darren Morgan       | Wales       | 34970 |
| 9       | Ken Doherty         | Irland      | 34507 |
| 10      | Peter Ebdon         | England     | 33645 |
| 11      | John Higgins        | Skottland   | 29962 |
| 12      | Nigel Bond          | England     | 29394 |
| 13      | Dave Harold         | England     | 28840 |
| 14      | Tony Drago          | Malta       | 25944 |
| 15      | Terry Griffiths     | Wales       | 25259 |
| 16      | David Roe           | England     | 24156 |
| 17      | Andy Hicks          | England     | 23775 |
| 18      | Dene O'Kane         | Nya Zeeland | 23654 |
| 19      | Joe Swail           | Nordirland  | 23169 |
| 20      | Alain Robidoux      | Kanada      | 23127 |
| 21      | Mick Price          | England     | 22440 |
| 22      | Martin Clark        | England     | 21762 |
| 23      | Gary Wilkinson      | England     | 21498 |
| 24      | Tony Knowles        | England     | 21455 |
| 25      | Willie Thorne       | England     | 21196 |
| 26      | Steve James         | England     | 20699 |
| 27      | Brian Morgan        | England     | 20453 |
| 28      | Neal Foulds         | England     | 20290 |
| 29      | Jason Ferguson      | England     | 20183 |
| 30      | Dean Reynolds       | England     | 20057 |
| 31      | Anthony Hamilton    | England     | 19670 |
| 32      | Dennis Taylor       | Nordirland  | 19095 |
| 33      | Billy Snaddon       | Skottland   | 18720 |
| 34      | Mike Hallett        | England     | 18425 |
| 35      | Drew Henry          | Skottland   | 18095 |
| 36      | Doug Mountjoy       | Wales       | 17569 |
| 37      | Stephen Lee         | England     | 17447 |
| 38      | Fergal O'Brien      | Irland      | 17285 |
| 39      | Mark Williams       | Wales       | 16815 |
| 40      | Rod Lawler          | England     | 16735 |
| 41      | Cliff Thorburn      | Kanada      | 16337 |
| 42      | Mark Bennett        | Wales       | 16091 |
| 43      | Tony Jones          | England     | 16075 |
| 44      | Nigel Gilbert       | England     | 15667 |
| 45      | Anthony Davies      | Wales       | 15577 |
| 46      | Nick Terry          | England     | 15455 |
| 47      | Dave Finbow         | England     | 15282 |
| 48      | Peter Francisco     | Sydafrika   | 15267 |
| 49      | Mark Johnston-Allen | England     | 14852 |
| 50      | Stephen Murphy      | Irland      | 14572 |
| 51      | Alex Higgins        | Nordirland  | 14350 |
| 52      | Mark King           | England     | 14305 |
| 53      | Tony Chappel        | Wales       | 14302 |
| 54      | Mark Flowerdew      | England     | 14300 |
| 55      | Jason Prince        | Nordirland  | 13897 |
| 56      | Joe Johnson         | England     | 13695 |
| 57      | Wayne Jones         | Wales       | 13660 |
| 58      | Les Dodd            | England     | 13525 |
| 59      | Mark Davis          | England     | 13495 |
| 60      | Steve Newbury       | Wales       | 13312 |
| 61      | Terry Murphy        | Nordirland  | 13130 |
| 62      | Chris Small         | Skottland   | 12740 |
| 63      | Jon Birch           | England     | 12727 |
| 64      | Paul McPhillips     | Skottland   | 12697 |